# Павлодар (аэропорт)
Аэропо́рт Павлода́р (ИАТА: PWQ, ИКАО: UASP) (каз. Павлодар Әуежайы, Pavlodar Áýejaıy), в прошлом известный также под названием Павлодар-Южный — казахстанский аэропорт города Павлодар в Казахстане. Расположен в 14 км к южнее от центра города в Павлодарской области, Казахстан.
Является первым по величине аэропортом в Павлодарской области. В 2018 году аэропорт обслужил 180 204 пассажиров и тем самым занимает по этому показателю 12-е место по пассажиропотоку среди казахстанских аэропортов. Управляется структурой КТЖ «Airport Management Group».

## История аэропорта
Павлодарский аэропорт существует с 1949 года; в 2003—2005 аэропорт находился на реконструкции. В соответствии с проектом выполнены работы по усилению и расширению существующих искусственных покрытий аэродрома, а также оснащению аэродрома светосигнальной системой по I категории ICAO и реконструкции системы электроснабжения аэродрома.
В 2011 году международный аэропорт «Павлодар» был реконструирован. В настоящее время обеспечивает выполнение регулярных рейсов только в один город — Алматы.
С городом аэропорт связан маршрутами автобусов и такси. 1 апреля 2025 года начался ремонт взлетной полосы и реконструкция здания 

## Принимаемые типыВС
Ан-12, Ан-24, Ан-26, Ан-28, Ан-72, Ан-74, Ил-76, Ил-86, Л-410, Ту-134, Ту-154, Як-40, Як-42, Airbus A319, Airbus A320, Airbus A321, Boeing 737, Boeing 757, Bombardier CRJ 100/200 и др. типы ВС 3-4 класса, вертолёты всех типов. Максимальный взлётный вес воздушного судна без ограничений. Классификационное число ВПП (PCN) 68/F/C/X/T.

## Пассажиропоток
- 2015—160 986[3]
- 2016—177 050[3]
- 2020—136 526
- 2021—158 838
- 2022—143 384

## Происшествия
9 сентября 1990 года самолёт Як-40 при нестандартном заходе на посадку сошел с ВПП и врезался в другой Як-40.